# Les Daniels
Les Daniels (27 ottobre 1943 – Providence, 5 novembre 2011) è stato uno scrittore e critico di fumetti statunitense.

## Carriera
Daniels ha frequentato la Brown University a Providence (Rhode Island), dove ha scritto la sua tesi su Frankenstein, e ha lavorato come musicista e giornalista
È l'autore di cinque romanzi aventi come protagonista il vampiro Don Sebastian de Villanueva, un nobile spagnolo cinico e misantropo.
È anche critico di fumetti avendo scritto numerosi saggi sul tema, come Comix: A History of the Comic Book in America (1971) e Living in Fear: A History of Horror in the Mass Media (1975).

## Opere

### Romanzi

#### Don Sebastian de Villanueva
- The Black Castle (1978)
- The Silver Skull (1979)
- Citizen Vampire (1981)
- Yellow Fog (1986)
- No Blood Spilled (1991)

### Saggi
- Comix: A History of the Comic Book in America (1971)
- Living in Fear: A History of Horror in the Mass Media (1975)
- Marvel: Five Fabulous Decades of the World's Greatest Comics (1991)
- DC Comics: Sixty Years of the World's Favorite Comic Book Heroes (1995)
- Superman, the Complete History: The Life and Times of the Man of Steel (1998)
- Superman: Masterpiece Edition (1999)
- The Complete History: The Life and Times of the Dark Knight Batman (1999)
- The Complete History: Wonder Woman (2000)
- The Golden Age of the Amazon Princess: Wonder Woman (2001)
- The Golden Age of DC Comics: 365 Days (2004)